# Ideoblothrus ceylonicus
Espèce
Synonymes
- Ideobisium ceylonicum Beier, 1973

Ideoblothrus ceylonicus est une espèce de pseudoscorpions de la famille des Syarinidae.

## Distribution
Cette espèce est endémique du Sri Lanka.

## Systématique et taxinomie
Cette espèce a été décrite sous le protonyme Ideobisium ceylonicum par Beier en 1973. Elle est placée dans le genre Ideoblothrus par Harvey en 1991.

## Étymologie
Son nom d'espèce lui a été donné en référence au lieu de sa découverte, Ceylan.

## Publication originale
- Beier, 1973 : Pseudoscorpionidea von Ceylon. Entomologica Scandinavica, vol. 4, Supplement, p. 39-55.